# Florian Seiler
Florian Seiler ist ein deutscher Klassischer Archäologe.

## Leben
Florian Seiler studierte Klassische Archäologie und wurde 1979 an der Universität Erlangen bei Hans Lauter mit einer Arbeit zum Thema Die griechische Tholos. Untersuchungen zur Entwicklung, Typologie und Funktion kunstmäßiger Rundbauten promoviert. Für die Arbeit erhielt er 1979/80 das Reisestipendium des Deutschen Archäologischen Instituts (DAI), mit dem er den Mittelmeerraum bereisen konnte. Er war seit 1992 für die Redaktion der Abteilung Rom des Deutschen Archäologischen Instituts zuständig und publizierte in dieser Zeit auch den Band zur Casa degli Amorini dorati im Rahmen des Forschungsprojektes Häuser in Pompeji. Später wechselte er an die Zentrale des DAI in Berlin, wo er bis zu seinem Ruhestand 2014 die Redaktion leitete und damit für die gesamten Publikationen des DAI auf redaktioneller Ebene verantwortlich war.
Zu Seilers Forschungsschwerpunkten gehört die antike Stätte von Pompeji, insbesondere die Insula 16 Regio VI. Daneben beschäftigt er sich mit dem Heiligtum der Hera Lakinia in Kroton und der Rekonstruktion der antiken Kulturlandschaften im Sarno-Becken. Seiler ist korrespondierendes Mitglied des DAI.

## Schriften (Auswahl)
- Die griechische Tholos. Untersuchungen zur Entwicklung, Typologie und Funktion kunstmäßiger Rundbauten. von Zabern, Mainz 1986, ISBN 3-8053-0918-X.
- Casa degli Amorini dorati (= Häuser in Pompeji. Band 5). Hirmer, München 1992, ISBN 3-7774-5450-8.